# Lagoa Mangueira
La lagoa Mangueira est une lagune de 800 km2 située dans l'État du Rio Grande do Sul au Brésil.